# Ànec paput
L'ànec paput (Biziura lobata) és una espècie d'ocell de la família dels anàtids (Anatidae) que habita llacs i pantans amb vegetació emergent d'Austràlia.

## Descripció
Ànec bussejador gros i corpulent, de cua rígida i bec triangular gruixut. Sura molt baix a l'aigua. Tots dos sexes són de color grisenc fosc, però el mascle té un lòbul evident de pell que li penja de la barbeta. Normalment, s'observa a l'aigua, submergint-se regularment mentre s'alimenta. El bec és molt més curt i pesat que el de la malvasia australiana (Oxyura australis).
Els mascles adults mesuren de 60 a 70 cm de llargada i tenen un lòbul evident de pell que li penja de la barbeta; les femelles mesuren de 47 a 55 cm de llargada i no tenen adorns. El plomatge grisenc fosc, apagat i lleugerament ratllat, és discret i no difereix entre els sexes. Aquesta espècie pesa una mitjana de 2.398 g en els mascles i 1.551 g en les femelles, amb les femelles més petites que només pesen 993 g i els mascles més grossos que arriben als 3.170 g. De mitjana, són el segon ànec bussejador més pesat del món després de l'èider comú (Somateria mollissima), amb ànecs paput mascles en realitat lleugerament més pesats que els èider comuns mascles, però les èider femelles són força més grosses que els ànecs paput femelles a causa del menor dimorfisme sexual d'aquesta espècie. Els ànecs paput suren molt avall a l'aigua, gairebé com un corb marí, i les potes grosses i palmades estan ben enrere al cos. Els aneguets estan coberts de plomissol marró fosc.

## Distribució i hàbitat
L'ànec paput es troba a Austràlia Occidental, i a l'est a Queensland, Nova Gal·les del Sud, Victòria i Austràlia Meridional. També a Tasmània.

## Sistemàtica
Les relacions d'aquesta peculiar espècie són força enigmàtiques. Tradicionalment, s'inclou en la subfamília dels ànecs de cua rígida Oxyurinae, però sembla que només està llunyanament relacionada amb el gènere Oxyura, i les seves peculiars apomorfies fan que sigui difícil de situar. La seva relació amb els igualment estranys ànecs d'orelles roses (Malacorhynchus) no està resolta, però sembla ser força propera, i sembla formar part d'una antiga radiació adaptativa gondwaniana d'Anatidae. Com a tal, està força estretament relacionada amb els ànecs de cua rígida pròpiament dits, però no sembla tan estretament relacionada com es creia abans, amb moltes similituds degudes a l'evolució convergent.

## Taxonomia
És l'única espècie viva del gènere Biziura, si bé l'espècie Biziura delautouri, pròpia de Nova Zelanda es va extingir en època històrica. Avui és inclosa a la seva pròpia tribu, però altres autors la situen als Oxyurini.
Es reconeixen dues subespècies:
- B. l. lobata (Shaw, 1796), sud-oest d'Austràlia Occidental.
- B. l. menziesi (Mathews, 1914) - des d'Austràlia Meridional fins al sud de Queensland, passant per la major part de Nova Gal·les del Sud i Victòria, i finalment Tasmània.

### Nota taxonòmica
La subespècie B. i. menziesi de vegades es considera de validesa dubtosa; estudis genètics recents, però, suggereixen que les dues poblacions discretes van divergir cap al final del Plistocè, i això, combinat amb la diferència en el reclam d'exhibició, indica que totes dues mereixen almenys una diferenciació subespecífica (Guay et al. 2010).